# Auguste Salzmann

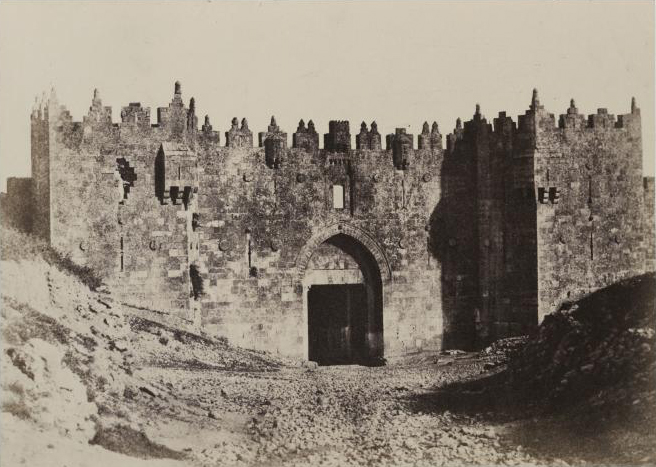
Puerta de Damasco, Jerusalén, fotografía de Auguste Salzmann (1854).

Auguste Salzmann (Ribeauvillé, Alsacia, 14 de abril de 1824 - París, 24 de febrero de 1872) fue un fotógrafo, arqueólogo y pintor francés, uno de los primeros en aplicar las técnicas fotográficas a la arqueología. Inició su carrera artística como pintor, tutelado por su hermano Henri-Gustave, y llegando a exponer sus trabajos en el Salón de París en 1847, 1849 y 1850.
Además de dibujar paisajes y escenas religiosas, se dedicó también a la arqueología y la fotografía. Desde joven desarrolló un gran interés por Oriente Medio, viajando a Italia y Argelia junto a Eugène Fromentin, y visitando Egipto en la misma época de los grandes descubrimientos de Auguste Mariette (1850). En 1853 solicitó una misión al Ministerio de Instrucción Pública francés para investigar los vestigios de los caballeros hospitalarios de San Juan en la isla de Rodas, si bien el 12 de diciembre de ese año partió hacia Palestina, interesado en la polémica generada en Europa acerca de los hallazgos de Félicien de Saulcy. Los más de 200 calotipos que obtuvo de Jerusalén (antes de interrumpir su viaje por enfermedad) sirvieron para apoyar las afirmaciones de De Saulcy respecto a la antigüedad de muchas edificaciones existentes en la ciudad. Estas imágenes suelen ser consideradas como la primera aplicación expresa de la fotografía a una labor arqueológica. Sólo pudo exponer sus fotografías una vez a lo largo de su vida, en la Exposición Universal de París de 1855.
Aunque Salzmann fotografió el Oriente Medio con rigor científico, mostrando elementos arquitectónicos y restos arqueológicos principalmente, sus fotografías también destacan por su calidad artística. Su obra cumbre fue Jérusalem, el álbum fotográfico de la Ciudad Santa, publicado en 1856 y que reunía 174 de sus instantáneas; no obstante, la publicación tuvo un éxito limitado, e inferior a los trabajos previos de Maxime Du Camp. En 1863 partió de nuevo junto a De Saulcy hacia Tierra Santa para realizar nuevas investigaciones, siendo sus fotografías utilizadas para ilustrar diferentes artículos de Arqueología. Durante esa década trabajó también en las excavaciones arqueológicas en Rodas, documentando y realizando fotografías de apoyo de la necrópolis de Cámiros, cuyo hallazgo se le atribuye.